# ビジネスインテリジェンス
ビジネスインテリジェンス（英: Business Intelligence、BI）は、ビジネスに関するインテリジェンス、すなわち事業上の意思決定のために情報を分析して得られる知見およびそれを得る機構である。
より具体的には、企業などの組織のデータを収集・蓄積・分析・報告することにより経営上などの意思決定に役立てる手法や技術のことである。経営判断上の過去・現在・未来予測などの視点を提供する。BIの目的はビジネス上の意思決定の支援であるため、意思決定支援システム(DSS)の1つとも呼ばれる 。また市場競争上で優位獲得を目的とした意思決定を含むため、コンペティティブインテリジェンス(en)と呼ばれる事もある。
ビジネスインテリジェンス活動に用いられる道具はBIツールと総称される。

## 活動

### 情報収集
情報収集は顧客・競合他社・ビジネス環境に関する情報を集める活動である。

### 蓄積
収集された情報はしばしば蓄積され事後に利用される。そのための蓄積手法の例として以下が挙げられる。
- データウェアハウス: 累積データの蓄積
- データマート: 特定目的に合わせて抜き出し
- ETL: 作成更新

### 分析
収集されたビジネスに関する情報は分析を経てインテリジェンスへと昇華される。BIでしばしば用いられる解析手法の例として以下が挙げられる。
- OLAP
- データ分析
- データマイニング
- プロセスマイニング(en)
- テキストマイニング
- 複合イベント処理(CEP、en)
- ビジネス業績管理(BPM)
- ベンチマーキング
- 予測分析(en)
- 規範分析(en)

## 歴史
1958年にIBM研究所のHans Peter Luhn(en)が「ビジネスインテリジェンス」の用語を使用した。彼はビジネスインテリジェンスを「希望する目的のための行動をガイドできるための、既に存在する事実の相互関連性を把握する能力」と定義した。
1960年代にビジネスインテリジェンスは意思決定支援システム(DSS)の一部として理解されるようになり、1980年代にかけて発展した。DSSは意思決定を支援するためのコンピュータを使用したモデル作成を起源とする。1980年代後半に、DSSからデータウェアハウス、経営者情報システム(en:Executive Information System)、OLAP、そしてビジネスインテリジェンスなどが焦点をあびるようになった。
1969年、後にコグノス(Cognos)となるクエーサー（Quasar）が創立される。
1989年、後にガートナーグループのアナリストとなるHoward Dresnerが、「ビジネスインテリジェンス」とは、「事実をベースとした支援システムを使用した、ビジネス上の意思決定を進化させるための、概念と手法」を指す包括的用語であると提唱した。1990年代後半までには、この意味での使用が普及した
2008年にIBMがコグノスを買収し子会社化する。2010年にはIBMの一部門に組み入れられる。